# Погані хлопці: Все або нічого
«Погані хлопці: Все або нічого» (англ. Bad Boys: Ride or Die) — американський комедійний бойовик 2024 року з Віллом Смітом і Мартіном Лоуренсом у головних ролях. Четверта частина серії фільмів «Погані хлопці» та продовження фільму «Погані хлопці назавжди» (2020).

## Синопсис
Детектив Майк Лоурі одружується зі своєю фізіотерапевткою Крістін. Проте навіть в такий важливий для себе день він потрапляє в дрібні неприємності з вини свого напарника Маркуса. Але спільні зусилля обох детективів допомагають їм вирішити проблему, після чого Майк та Маркус прямують на весільну церемонію. Однак і тут трапляється несподіванка. Під час танців Маркус відчуває раптовий біль у грудях та непритомніє. У нього діагностують серцевий напад. Втім, лікарям вдається врятувати Бернетта. Він приходить до тями з відчуттям того, що його час ще не настав. Тим не менш тепер він мусить дотримуватись суворої дієти, що для Маркуса гірше за все.
Тим часом департамент поліції Маямі потрапляє в гучний скандал. Стає відомо про мільйони доларів на рахунку загиблого капітана Конрада Говарда. Ці гроші він, нібито, отримував він наркокартелів за свою лояльність. Розслідуванням справи займається ФБР.
В свою чергу Майк та Маркус прагнуть захистити бездоганну репутацію свого капітана. Заради цього Лоурі вирушає у в'язницю, щоб зустрітися зі своїм сином Армандо. Саме він винен у смерті Говарда і має інформацію про те, чи мав той будь-які зв'язки з наркокартелями. Армандо розповідає, що Конрад, навпаки, вистежував зрадників серед правоохоронців. При цьому син Майка бачив в лице того, хто може стояти за всім цим.
Несподівано Лоурі отримує відеозапис на свій телефон. Його заздалегідь записав Конрад на випадок своєї смерті. Проте, не будучи впевненим, що воно потрапить саме в ті руки, він шифрує своє повідомлення. Розгадати загадку по силам лише детективам Лоурі та Бернетту.
Як виявляється, Говард передав важливу інформацію Флетчеру. Саме з ним поспішають зустрітися Маркус та Майк. Але і він розмовляє з детективами мовою загадок, розуміючи, що за ними можуть стежити. Флетчер встигає вимовити ключову фразу перед тим, як його вбивають. Однак затримати стрільця детективам не вдається. Втім, тепер вони отримують повний доступ до файлів Говарда і мусять завершити його справу, знайшовши «крота» в рядах правоохоронців...

## Акторський склад
| Актор               | Роль                  |
| ------------------- | --------------------- |
| Вілл Сміт           | Майк Лоурі            |
| Мартін Ловренс      | Маркус Бернетт        |
| Ванесса Енн Гадженс | Келлі                 |
| Александер Людвіг   | Дорн                  |
| Паола Нуньєз        | Ріта Секада           |
| Ерік Дейн           | Джеймс МакГрат        |
| Йоан Гріффідд       | Адам Локвуд           |
| Джо Пантоліано      | капітан Конрад Говард |
| Мелані Лібурд       | Крістін Лоурі         |
| Джейкоб Скіпіо      | Армандо Аретас        |
| Таша Сміт           | Тереза Бернетт        |
| Тіффані Геддіш      | Табіта                |
| Рей Сігорн          | Джуді Говард          |
| DJ Khaled           | Менні                 |
| Джойнер Лукас       | ватажок банди         |
| Дженна Канелл       | Ніколь                |
| Денніс Грін         | Реджі                 |
| Хабі Ламе           | камео                 |
| Майкл Бей           | камео                 |

## Виробництво

### Розробка
Після успіху фільму «Погані хлопці назавжди» (2020) компанія Sony оголосила про плани щодо четвертої частини, до написання сценарію якої повернувся Кріс Бремнер.
У квітні 2022 року повідомлялося, що розробку четвертого фільму було призупинено через інцидент, коли Вілл Сміт дав ляпаса Крісу Року на церемонії вручення премії «Оскар» у 2022 році. Однак наступного місяця генеральний директор Sony Том Ротман підтвердив, що четвертий фільм все ще розробляється, незважаючи на попередній скандал. У лютому 2023 року Сміт оголосив, що він і Лоуренс повернуться до своїх ролей, а Аділ і Білалл повернуться до режисури. У березні 2023 року стало відомо, що Ванесса Енн Гадженс повернуться роль Келлі з «Поганих хлопців назавжди». У квітні 2023 року було оголошено, що Ерік Дейн отримав роль лиходія, а Паола Нуньєз і Александр Людвіг також повторять свої ролі з «Поганих хлопців назавжди». Того ж місяця до акторського складу приєднався Йоан Гріффідд. У травні 2023 року акторський склад поповнила Ріа Сігорн.

### Зйомки
Основні зйомки розпочалися 3 квітня 2023 року в Атланті, штат Джорджія, та Маямі, штат Флорида. 22 травня 2023 року TMZ опублікував закулісні кадри, на яких Вілл Сміт і Мартін Лоуренс знімають сцени фільму в Атланті. Зйомки були призупинені в липні через страйк SAG-AFTRA 2023 року. У березні 2024 року стало відомо, що Джейкоб Сціпіо знову зіграє роль Армандо Аретаса з попереднього фільму. Зйомки завершилися 4 березня.

### Пост-продакшн
Монтажерами фільму були Асаф Айзенберг і Ден Лебенталь.

## Маркетинг
Перший трейлер фільму вийшов 26 березня 2024 року. Другий трейлер вийшов 16 травня. 28 травня Джиммі Батлер з  «Маямі Хіт» і Ліонель Мессі з «Інтеру» з’явилися в іншому трейлері.

## Випуск
Світова прем’єра відбулася 22 травня 2024 року на арені Coca-Cola в Дубаї. Спочатку було заплановано випустити фільм 3 липня 2019 року, але його перенесли на 24 травня 2019 року,  а потім вилучили з розкладу. У липні 2023 року було оголошено, що фільм вийде в прокат 14 червня 2024 року. У лютому 2024 року дату релізу було перенесено на тиждень - на 7 червня.